# Самотня дитина
«Самотня дитина» (англ. Lonely Child) — драматичний фільм канадського франкомовного режисера Паскаля Робітейля, знятий у 2005 році. Світова прем'єра стрічки відбулася 1 жовтня 2005 року в Канаді.

## Сюжет
Вільям постійно веде відео-журнал свого життя, щоб мати його як сувенір. Передчуваючи кінець відносин із Мередіком, своїм молодим коханцем, Вільям проводить з ним два дні на кемпінгу, і користуючись ситуацією, фільмує їхню поїздку та час, проведений з іншою молодою гей-парою.

## У ролях
- Данає Одет-Бюльє — Медерік
- П'єр-Люк Бле — Максім
- Сильві Бошар — Луї
- Франсіс Дюшарм — Ніколя
- Мадлен Пелокен — Вікі
- Еммануель Шварц — Вільям
- Сібастьєн Сімоно — Бастьєн

## Нагороди
- Міжнародний гей- і лесбі кінофестиваль у Калгарі (2007)
  - Приз глядацьких симпатій

## Номінації
- Міжнародний гей- і лесбі кінофестиваль у Калгарі (2007)
  - Найкращий короткометражний фільм
  - Нагорода «Казки»

## Участь у фестивалях
Стрічка брала участь у міжнародних ЛГБТ-кінофестивалях у Манілі, Мілані, Чикаго, Сан-Паулу (2007), а також у Нью-Гоупі, Будапешті, Лісабоні та Сієтлі (2008). Після широкого фестивального прокату фільм став відомим у квір-середовищі.

## Цікаві факти
- Фільм є сорок першим, що був відзнятий у рамках руху «Догма 95»[3]
- Це перша канадська стрічка, що отримала сертифікат «Догми 95»[4]